# Hindsight
Hindsight — восьмой студийный альбом американской металкор-группы Emmure, который вышел 26 июня 2020 года на лейбле SharpTone Records. Это второй альбом для новых участников группы Джоша Трэвиса, Фила Локетта и Джоша Миллера.

## Список песен
| №   | Название                              | Длительность |
| --- | ------------------------------------- | ------------ |
| 1.  | «(F)Inally (U)Nderstanding (N)othing» | 2:52         |
| 2.  | «Trash Folder»                        | 2:03         |
| 3.  | «Pigs Ear»                            | 2:11         |
| 4.  | «Gypsy Disco»                         | 2:01         |
| 5.  | «I've Scene God»                      | 2:11         |
| 6.  | «Persona Non Grata»                   | 2:03         |
| 7.  | «Thunder Mouth»                       | 2:54         |
| 8.  | «Pan's Dream»                         | 3:12         |
| 9.  | «203»                                 | 3:37         |
| 10. | «Informal Butterflies»                | 1:58         |
| 11. | «Action 52»                           | 1:42         |
| 12. | «Bastard Ritual»                      | 1:17         |
| 13. | «Uncontrollable Descent»              | 3:03         |

## Участники записи
Emmure
- Фрэнки Палмери — вокал
- Джош Трэвис — гитары
- Фил Локетт — бас-гитара
- Джош Миллер — ударные

Производственный персонал
- Дрю Фулк — продакшн, участие в написании песен, микширование
- Джефф Данн — продакшн, инжиниринг, микширование
- Майк Каладжян — мастеринг

## Видеоклипы
- Gypsy Disco (2020)[3]
- Uncontrollable Descent (2020)[4]